# Gnypeta curtipennis
Gnypeta curtipennis är en skalbaggsart som beskrevs av Thomas Casey 1906. Gnypeta curtipennis ingår i släktet Gnypeta och familjen kortvingar. Inga underarter finns listade i Catalogue of Life.